# Bonneterie Allenbach
La bonneterie Allenbach est un monument historique situé à Andlau, dans le département français du Bas-Rhin.

## Localisation
Ce bâtiment est situé au 11, rue de la Marne à Andlau.

## Historique
L'édifice fait l'objet d'une inscription au titre des monuments historiques depuis 1988.